# Науйейи-Байорай
Науйейи-Байорай (лит. Naujieji Bajorai) — деревня в Игналинском районе Литвы. В 2011 году население составило 3 человека.

## География
Находится в юго-западной части Игналинского района. Расстояние до Игналины по автодороге составляет 12 километров. Деревня расположена на западном берегу озера Жейменос в Аукштайтском национальном парке. Недалеко от деревни проходит госсе 114 Молетай — Калтаненай — Игналина.

## Население
| 1931                           | 1959 | 1970 | 1979 | 1989 | 2001 | 2011 |
| ------------------------------ | ---- | ---- | ---- | ---- | ---- | ---- |
| 23                             | 29   | 20   | 14   | 14   | 11   | 3    |
| Гистограмма динамики населения |      |      |      |      |      |      |